# Boeing X-40
Boeing X-40 Space Maneuver Vehicle (SMV) byl bezmotorový bezosádkový testovací prostředek pro lety v atmosféře, který měl podobné tvary jako pozdější Boeing X-37. Představoval první fázi projektu Letectva Spojených států amerických v programu Space Maneuver Vehicle na konci 90. let 20. století.

## Vývoj

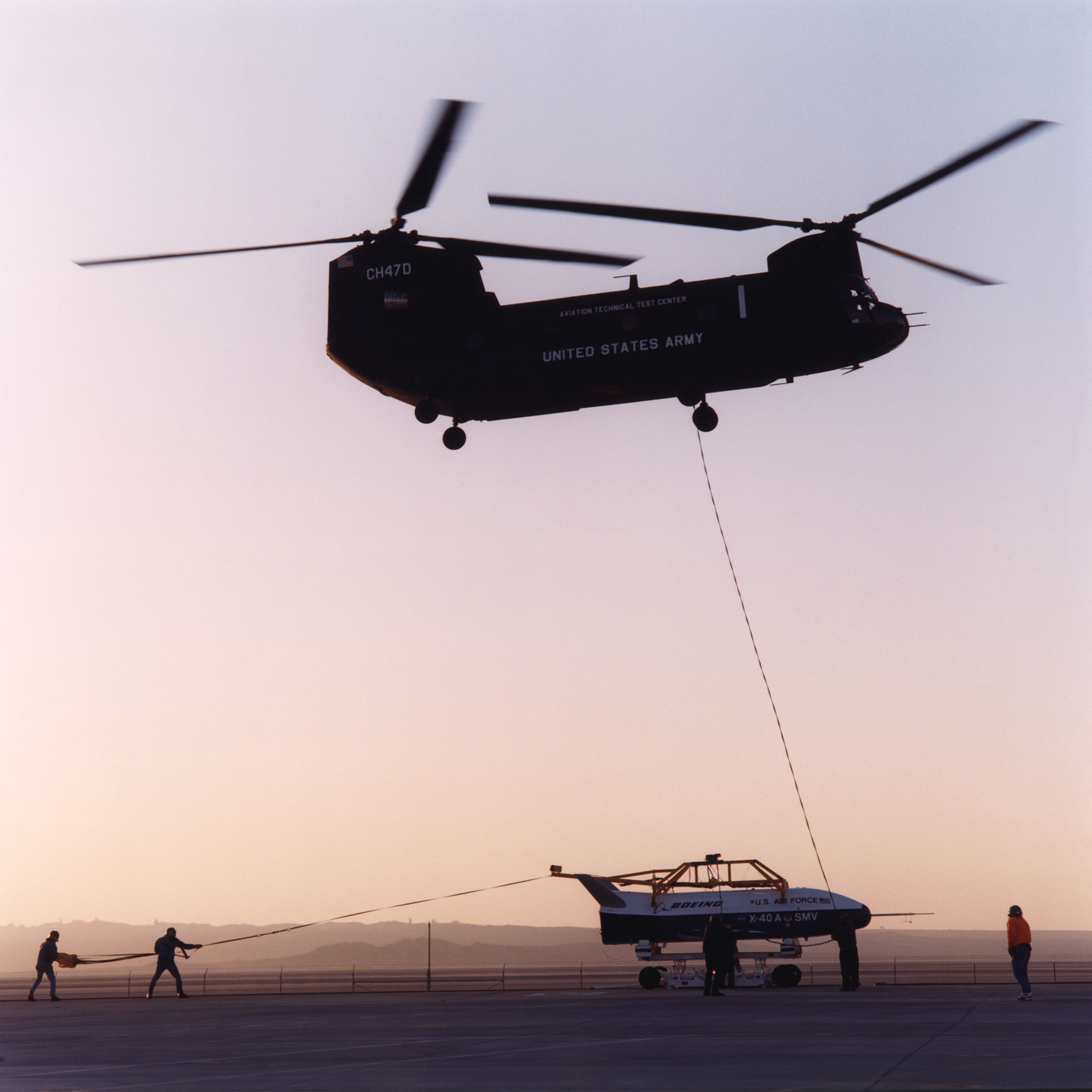
Vrtulník CH-47 Chinook zachycený s testovacím letounem X-40A před jeho čtvrtým letem

V říjnu roku 1996 obdržela společnost Boeing kontrakt z Military Space Plane Technology AFRL na stavbu demonstrátoru a testovacího prostředku pro projekt Space Maneuver Vehicle. Demonstrátor byl vyroben v Boeingu skupinou Phantom Works. Je o 80 až 90 % menší než typ X-37.
První vypuštění v režii USAF proběhlo 11. srpna 1998, kdy byl X-40A vypuštěn ze závěsu pod vrtulníkem UH-60 Blackhawk poblíž Hollomanovi letecké základny v Novém Mexiku. Následně byl vypuštěn ke klouzavému letu o trvání 1,5 minuty na leteckou základnu, čímž mělo dojít k simulaci přistání po návratu z orbitálního letu. X-40 byl zatímto účelem vybaven INS/GPS systémem. Po tomto letu byl letoun předán NASA do Drydenova leteckého výzkumného střediska jako prostředek pro podporu vývoje typu X-37. Roku 2001 vykonal několik leteckých testů, při nichž byl vypouštěn z vrtulníku CH-47 Chinook z výšky 15 000 ft (4 600 m).
X-40A je od roku 2008 součástí sbírek Národního muzea Letectva Spojených států amerických.

## Specifikace
Technické údaje
- Délka: 6,7 m (22 ft) bez pitotovy trubice
- Rozpětí křídel: 3,51 m (11,5 ft)
- Výška: 2,2 m (7,2 ft)
- Hmotnost: 1 200 kg